# Рапп, Карл (музыкант)
Карл Рапп (нем. Carl Rapp, латыш. Kārlis Raps; 12 апреля 1853, Митава — 16 августа 1898, Митава) — российский музыкальный педагог и хоровой дирижёр из балтийских немцев.
Сын Карла Адольфа Раппа, преподававшего пение в Митавской гимназии. В 1867—1868 гг. учился в Санкт-Петербурге, затем до 1873 г. в Пражской консерватории; получил профессиональную подготовку как пианист и скрипач.
По завершении образования первые два года работал в Риге, а с 1877 г. и до конца жизни — в Митаве. В 1886—1888 гг. возглавлял Митавский лидертафель.
Наиболее известен в качестве музыкального педагога. Был одним из первых учителей (по музыкальной теории и игре на скрипке) Язепа Витола; согласно поздним воспоминаниям последнего, Рапп был «несомненно одарённым музыкантом», «хорошим скрипачом, ловким пианистом, композитором, не лишённым изобретательности и вкуса», однако собственно педагогическими дарованиями не отличался. Кроме того, учениками Раппа были Екабс Озолс, Николай Алунан, Янис Лаздыньш и другие заметные музыканты.